# Südergellersen
Südergellersen là một đô thị của huyện Lüneburg, bang Niedersachsen, Đức. Đô thị này có diện tích 18,46 km².